# ScanEagle

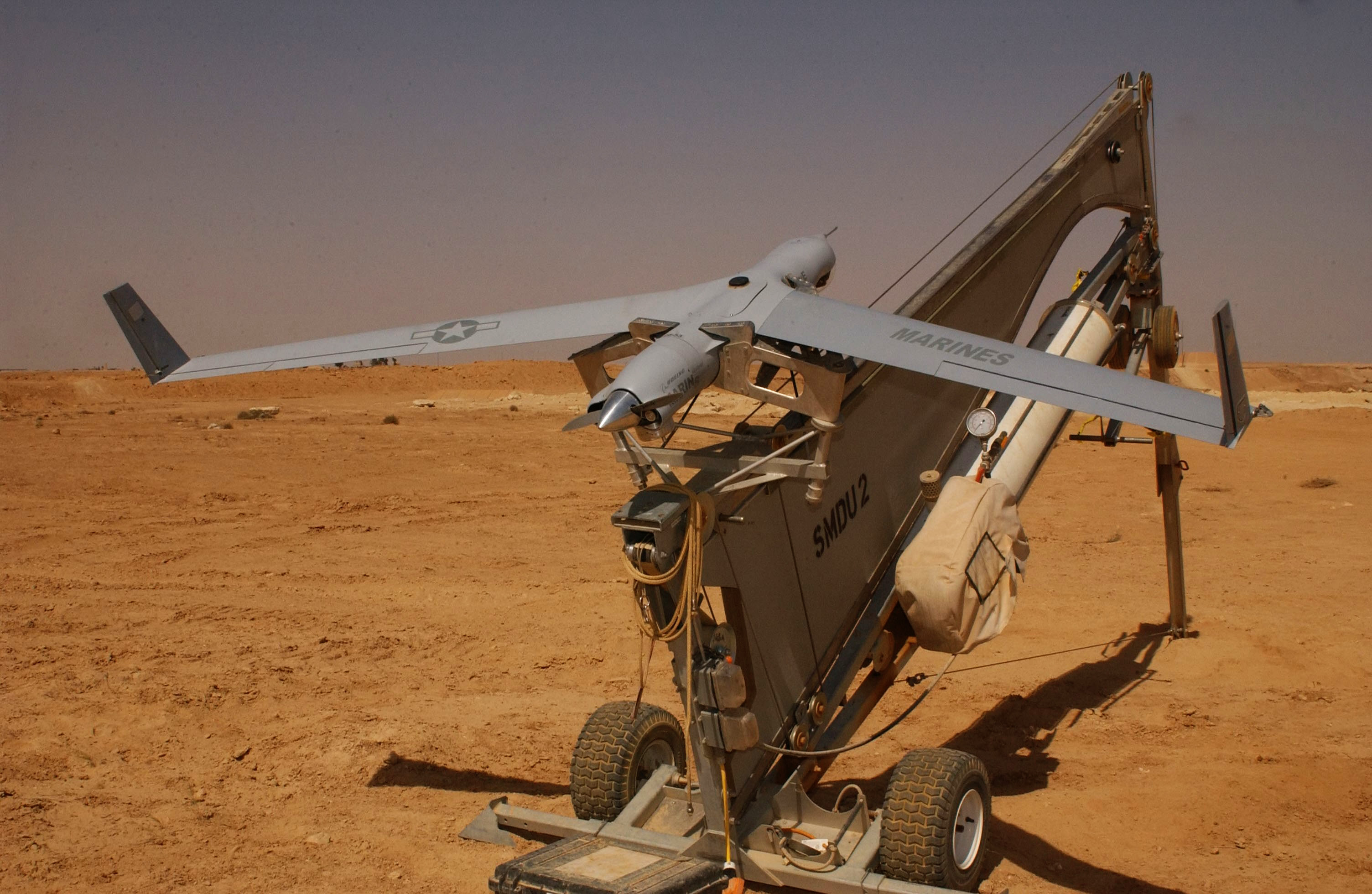
ScanEagle на катапульте

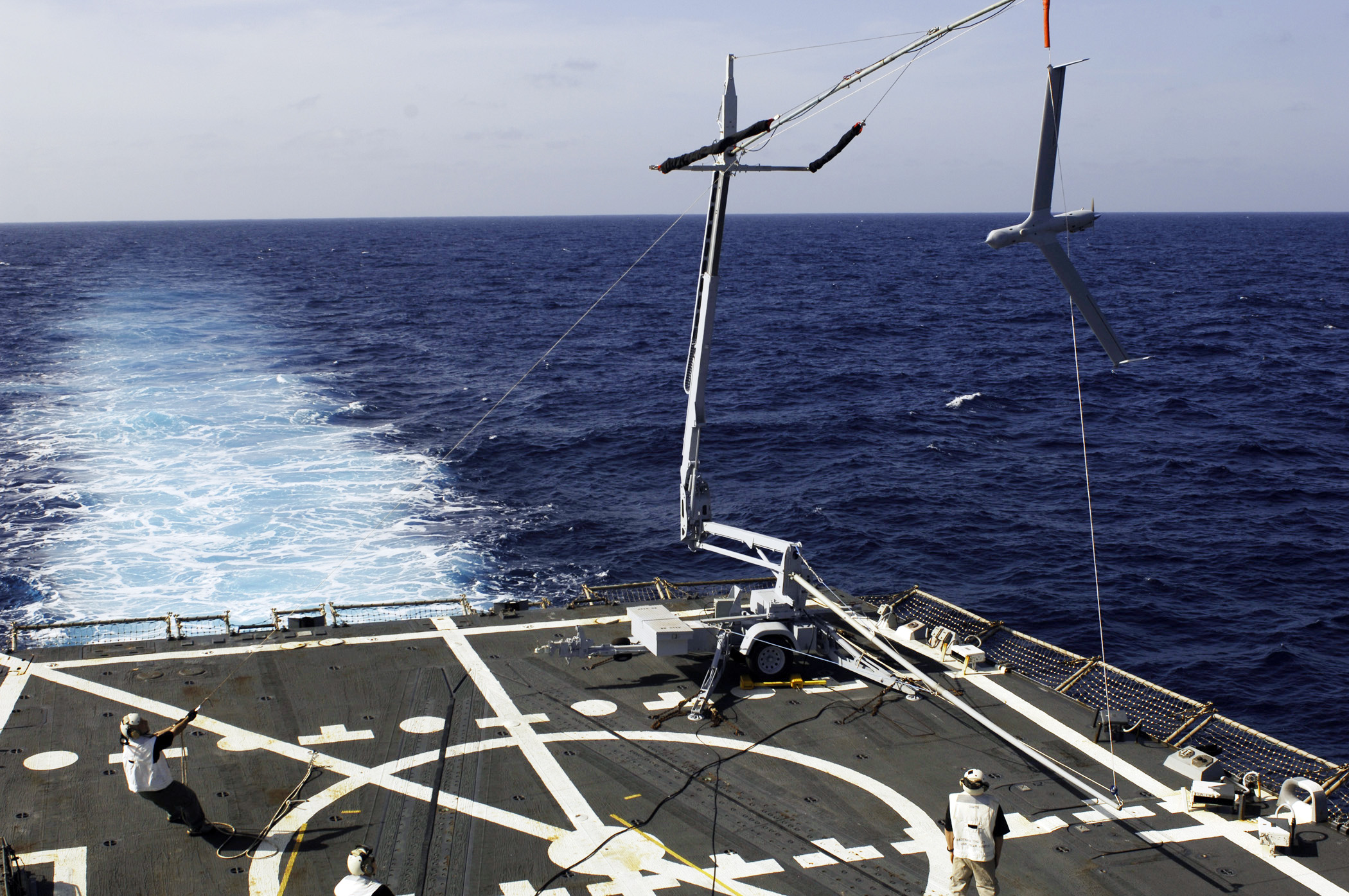
ScanEagle осуществляет посадку в море на борт эсминца USS Оскар Остин

ScanEagle — американский беспилотный летательный аппарат, разработанный компаниями Боинг и Insitu на основе конструкции БПЛА SeaScan. Предназначен для разведки, наблюдения за полем боя и целеуказания.

## Описание
В носовой части беспилотника устанавливается стабилизированная вращающаяся инфракрасная или электрооптическая камера. ScanEagle не нуждается в аэродроме для дислокации. Запускается с помощью пневматической пусковой катапульты. Для посадки используется крюк, которым БПЛА зацепляет натянутый трос.

## ТТХ
- Дальность применения 100 км
- Время полёта около 22 ч
- Скорость до 150 км/ч (крейсерская до 89 км/ч)
- Размах крыла 3.1 м, длина 1.4 м
- Масса полезной нагрузки равна 6 килограммам
- Масса аппарата 20 килограммов

## Страны-эксплуатанты
- Афганистан: весной 2016 года по программе военной помощи из США первые БПЛА были переданы афганской армии (19 апреля 2016 года первый из них совершил первый вылет в провинции Гильменд)[3]
- Великобритания: в июне 2013 года БПЛА были заказаны для ВМФ Великобритании[4]
- Ирак: в декабре 2013 года США передали Ираку беспилотные летательные аппараты «Scan Eagle»[5]
- Польша: в ноябре 2009 года начались переговоры о приобретении БПЛА для вооруженных сил Польши, в феврале 2010 года они были получены из США по программе военной помощи FMF и использовались польским контингентом ISAF в Афганистане[6].
- США: летом 2004 года первый прототип "ScanEagle" был поставлен в подразделение морской пехоты США в Ираке для прохождения испытаний в зоне боевых действий, в 2005 году БПЛА был принят на вооружение ВМС США[1]
- Украина: в августе 2022 году партия из 15 комплексов (75 БПЛА) ScanEagle была получена по программе военной помощи из США[2]
- Чехия: в 2015 году партия ScanEagle была получена по программе военной помощи из США[7]

## Потери
- 4 декабря 2012 год — один БПЛА, как утверждает иранская сторона, совершивший вторжение в воздушное пространство Ирана, был перехвачен над Персидским заливом аэрокосмическими войсками ИРИ.[8][9] Официальные представители Министерства обороны США опровергли потерю своего БПЛА.[10] В середине февраля 2013 года Иран объявил о начале серийного производства копий Scan Eagle.[11] 21 октября 2013 года копия Scan Eagle производства Ирана была подарена главкому ВВС России генерал-лейтенанту Виктору Бондареву в ходе его визита в Иран.[12]

### Комментарии
1. ↑  Стопроцентная дочка Boeing[2].